# Pteronotus quadridens
Pteronotus quadridens е вид бозайник от семейство Mormoopidae.

## Разпространение
Видът е разпространен в Доминиканска република, Куба, Пуерто Рико, Хаити и Ямайка.
Регионално е изчезнал в Бахамски острови.